# Покривна система

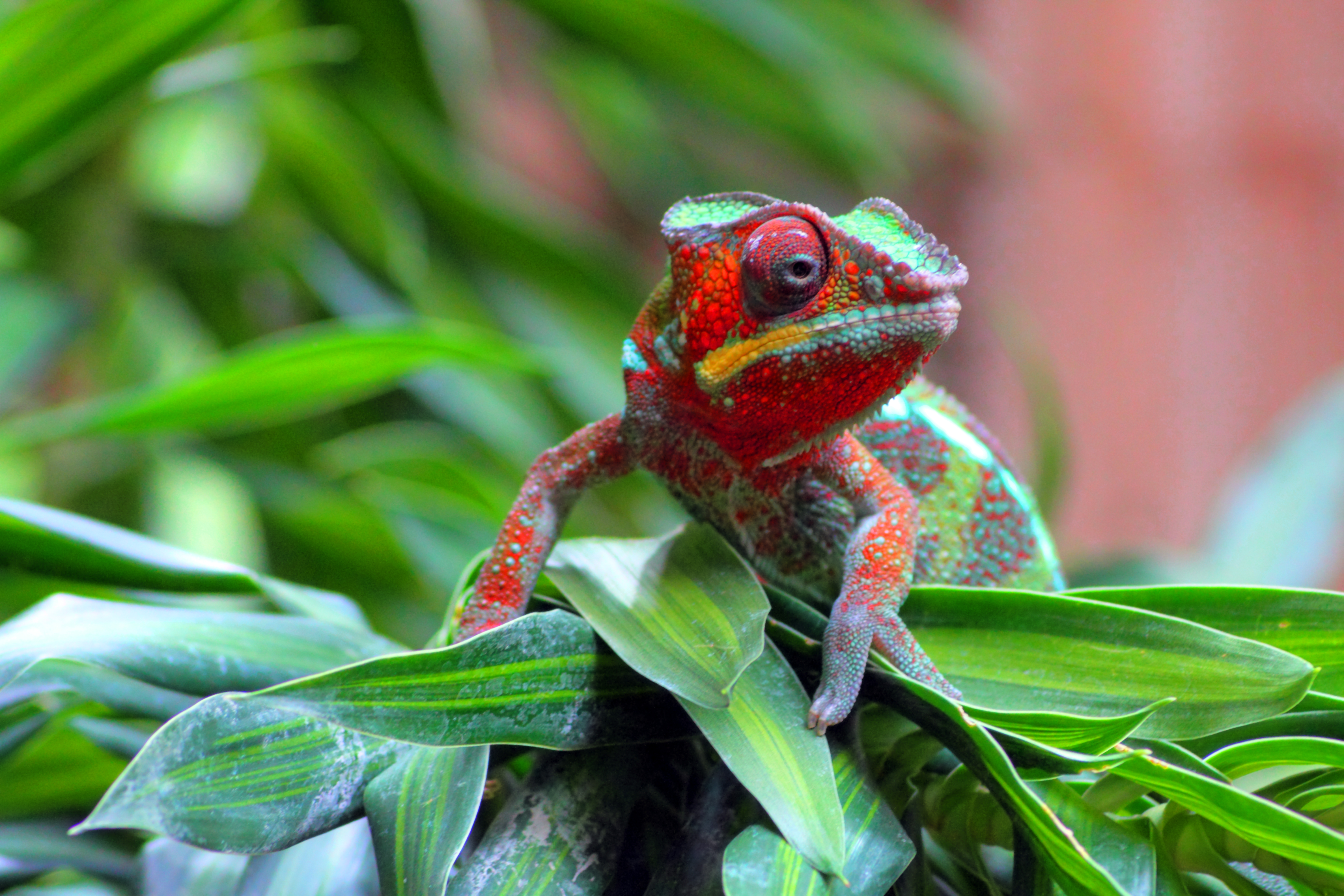
Хамелеони — тварини, здатні змінювати колір шкірного покриву

Покривна́ систе́ма (лат. integumentum, від in + tegere — «покривати») — система органів, що захищає тіло від пошкодження та складається з шкіри, залоз зовнішньої й інколи внутрішньої секреції та численних виростів, таких як волосся, нігті, кігті, роги, луски та інші. Численні функції системи включають відштовхнення води, зм'якшення ударів, захист глибших тканин, бар'єр для проникнення забруднення, патогенів й ультрафіолетового випромінювання, терморегуляція, місце розташування рецепторів дотику, тиску і болі, місце збереження жиру, інколи синтез деяких речовин, наприклад вітаміну D у людини. Також у великого числа невеликих, переважно безхребетних, водних тварин або тварин що мешкають у вологих середовищах, покривна система відповідає за дихання. Ця система є найбільшою за розміром системою органів.

## Шари шкіри

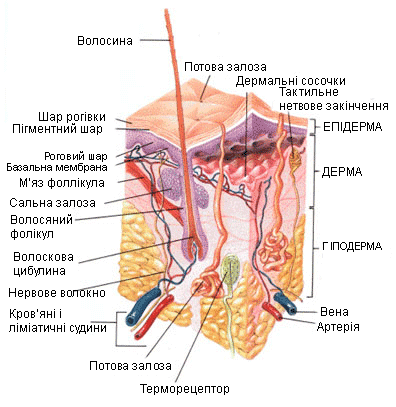
Будова шкіри

Шкіра є найбільшим за площею органом тіла тварин, наприклад у людини її площа становить близько 1,7 м². Шкіра складається з трьох шарів, епідермісу (зовнішнього шару), дерми і гіподерми (внутрішнього шару).

### Епідерміс
Епідерміс у свою чергу поділяється на кілька підшарів (зазвичай 3-5), що містять клітини чотирьох типів. Головною функцією кератиноцитів є синтез кератину, білка, що надає шкірі її еластичні властивості та водостійкість. Меланоцити відповідають за секрецію меланіну, темного (коричневого або чорного) пігменту, що надає колір шкірі багатьох тварин. Клітини Меркеля серед інших функцій залучені у відчуття дотику. Нарешті клітини Лангерганса входять до імунної системи, відповідаючи на антигени.
Найнижчий шар епідермісу називається базальним шаром (stratum basale), це шар товщиною в одну клітину, що покоїться на базальній мембрані — шарі позаклітинної матриці між дермісом та епідермісом. Клітини цього шару постійно діляться, замінюючи собою клітини, що відмирають верхніх шарів шкіри. Епідерміс не має кровоносних судин, а всі поживні речовини постачаються з дерми. В результаті лише клітини базального шару отримують харчування, решта клітин швидко відмирає. Коли клітини досягають поверхні шкіри, вони відлущуються, цей процес називається десквамацією.
Наступний шар, шипуватий шар (stratum spinosum), складається з 4-5 рядів шипуватих клітин, переплетених між собою. За ним розташований зернистий шар (stratum granulosum), що є головним джерелом кератину шкіри. Із виділенням кератину починається смерть клітин шкіри. Під час десквамації кератиноцити переміщаються до поверхні шкіри, при цьому активно синтезуючи кератин, що швидко починає домінувати у їхньому хімічному складі. Коли ці клітини досягають верхніх шарів епідермісу, кератин вже витісняє більшість інших внутрішньоклітинних компонентів. Ці клітини швидко вмирають та народжуються, у випадку людини епідерміс оновлюється кожні 35-45 днів.
Над шипуватим шаром знаходиться зернистий шар (stratum granulosum), що складається з кількох рядів ромбоподібних клітин, у протоплазмі яких містяться зерна й брилки, складені з передвісника кератину, кератогіаліну. Наступний, блискучий шар (stratum lucidum), зазвичай тонкий та часто відсутній, але добре виражений на підошвах та долонях. Він складається з плоских без'ядерних клітин, сильно заломлює світло і є головним у захисті від ультрафіолетового випромінювання. Останнім шаром є роговий (stratum corneum), найтовщий та складений з мертвих клітин. Ці клітини містять сформовані кератинові волокна, що надають йому еластичність та захищають від висихання.

### Дерма
Дерма, або «справжня шкіра», є головним носієм механічних властивостей шкіри, забезпечуючи її міцність та еластичність. Дерма розташована безпосередньо під епідермісом і відділена від нього базальною мембраною, яка утворює вирости у бік епідермісу — сосочки. Завдяки такій будові забезпечується міцне з'єднання дерми та епідермісу. ЇЇ товщина у людини коливається від 0,5 до 5 мм. Дерма містить небагато клітин, і більша частина її об'єму зайнята позаклітинною матрицею. Головним компонентом цієї матриці є колагенові волокна, хоча також містяться еластинові й аргірофільні волокна. Клітини дерми представлені фібробластами, тучними клітинами, макрофагами, лейкоцитами. Зазвичай дерму поділяють на два шари: менш щільний сосочковий та щільніший сітчастий. Між цими шарами немає чіткої межі, через що їх важко розрізнити.
Сосочковий шар розташований безпосередньо під епідермісом та містить сосочки. Деякі з них мають капіляри, що постачають до шкіри поживні речовини, інші містять рецептори дотику. Подвійні ряди сосочків на пальцях формують відбитки пальців, що допомагають підвищенню жорствості шкіри на зсув.
Сітчастий шар містить щільну мережу колагену, що зібрана у вигляді ліній Ланжера. Порізи, паралельні цим лініям заживають швидше та з меншим утворенням шрамів. Цей шар також містить рецептори тиску — корпускули Пасініана, потові залози, лімфатичні вузли, гладкі м'язи і волосяні цибулини.

### Гіподерма
Гіподерма є третім шаром шкіри, хоча часто вважається підшкірним шаром. Це шар сполучної тканини, що містить розгалужену мережу кровоносних і лімфатичних судин, уздовж яких проходять відгалуження глибоких шкірних нервів, в оточенні аргірофільних і колагенових волокон. Мережа волокон найщільніша між епідермою та дермою, від цього шару углиб опускаються пучки волокон, утворюючи структуру, подібна до решітки, що оточує жирові клітини. Тут зберігається велика частина жиру, що складає у людини біля половини. У цей шар також проникають сальні та потові залози і волосяні цибулини.

## Потові та сальні залози
У шкірі ссавців знаходиться велике число асоційованих структур, таких як потові та сальні залози. Потові залози бувають двох типів: еккринні розташовані глибше та розподілені по всій поверхні, а апокринні сконцентровані біля поверхні пахв, сосків та району геніталій. Еккринні залози відповідають на високу температуру та виділяють піт, що складається переважно з води та містить до 1 % солей та жирів. Апокринні залози виділяють також феромони, що забезпечують привертання представників іншої статі під час спаровування або подають інші сигнали представникам як свого, так й інших видів. Ці залози відповідають на сексуальне збудження та стрес. Існує також кілька модифікованих та більш спеціалізованих варіантів апокринних залоз. Одним з прикладів є розташовані у вухах церумінозні залози, що виділяють вушну сірку. іншим прикладом є молочні залози самок, призначені для виділення молока.
Сальні залози розташовані майже по всьому тілу, за виключенням стоп та долоней. Ці залози виходять у протоки волосяних цибулин та виділяють шкірне сало — суміш жирів, восків та вуглеводородів. Шкірне сало відштовхує воду та захищає тіло від води, висихання та патогенів. Сальні залози особливо численні на долонях та обличчі.

## Волосся та нігті
Волосся складається з ороговілих волокон клітин, що розвиваються у епідермісі. Кожний волос поділяється на цибулину та стержень, стержень містить мозкову речовину, кіркову речовину та кутикулу (оболонку). У центрі волоса знаходиться мозкова речовина, що містить ороговілі полігональні клітини, м'які кератинові волокна та повітря. Пушкове волосся мозкової речовини не має. Кіркова речовина формує найтовщий шар та містить пігменти, що надають волоссю колір. Кутикула, зовнішній шар, сформована з мертвих клітин, що перекриваються, як луски. Як кіркова речовина, так і кутикула, містять жорсткий кератин. Коріння волоса знаходиться у волосяному фолікулі, найглибша частина якого, занурена у дерму, має назву волосяної цибулини. До цибулини проникає один сосочок дерми та постачає йому поживні речовини, необхідні для росту волоса. Всі цибулини формуються під час ембріонального розвитку, після чого нових цибулин вже не з'являється.
Волосся постійно випадає та відростає заново, хоча ріст не постійний, існують періоди росту та спокою. Головними функціями волосся є захисна від забруднення і води та теплоізоляційна. Спеціалізовані типи волосся захищають певні частини тіла. Особливим типом волосся є пір'я птахів, що не тільки захищає тіло, але й дозволяє птахам літати.
До волосяних фулікулів прикріплені випрямляючі м'язи, гладкі м'язи, що при скороченні приводять волос у вертикальне положення та утворюючи горбики на шкірі («гусячу шкіру»). Ці м'язи знаходяться під контролем нервової системи, вони активізуються у випадку холоду або жаху.
Нігті або кігті є твердими пластинами кератинизованих клітин на кінцях пальців. Подібно до волосся, вони розвиваються з епідермісу. Нігті/кігті допомагають хапати об'єкти, чесатися, та захищають пальці. компонентами нігтя є нігтьова луночка (біла частина в основі), тіло та корінь (схований під шкірою, саме тут відбувається ріст). Ніготь покоїться на товстому шарі епітеліальних клітин — ложі нігтя, тоді як навколо кореня розташоване інше потовщення шкіри— матриця. Під час ембріонального розвитку ніготь вкритий тонким шаром епітелію — епоніхімою, від якої у дорослої тварини може залишитися лише кутикула — шар, що вкриває основу нігтя.
Луски є іншим типом структур, що можуть формуватися на поверхні шкіри багатьох тварин. Ці структури досить різноманітні у різних тварин. Тоді як у багатьох риб луски формуються з епідермісу і також містять кератин, луски птахів і плазунів (також відомі як «щитки») формуються з дерми і багаті на хітин, луски комах складаються з композитного матеріалу, що може містити кілька різних білків.

## Пігментація
Колір шкіри та волосся надається такими пігментами як меланін (найчастіше чорний або коричневий, деякі форми червоні), каротин (жовтий або помаранчевий) і кров'ю в капілярах, які можна побачити через прозорі шари шкіри. Меланін в найбільшій мірі поглинає ультрафіолетове випромінювання, яке може викликати рак, а дія сонячного світла викликає збільшення секреції меланіну — засмага, — що тимчасово збільшує захист від ультрафіолету. Меланін в найбільшій мірі відповідає за колір шкіри та волосся тварин; мутанти, нездатні виробляти меланін, називаються альбіносами.